# The Modern World
«The Modern World» es una canción de la banda inglesa The Jam. Fue publicada el 28 de octubre de 1977 como el único sencillo de su segundo álbum de estudio This is the Modern World.

## Música y letra

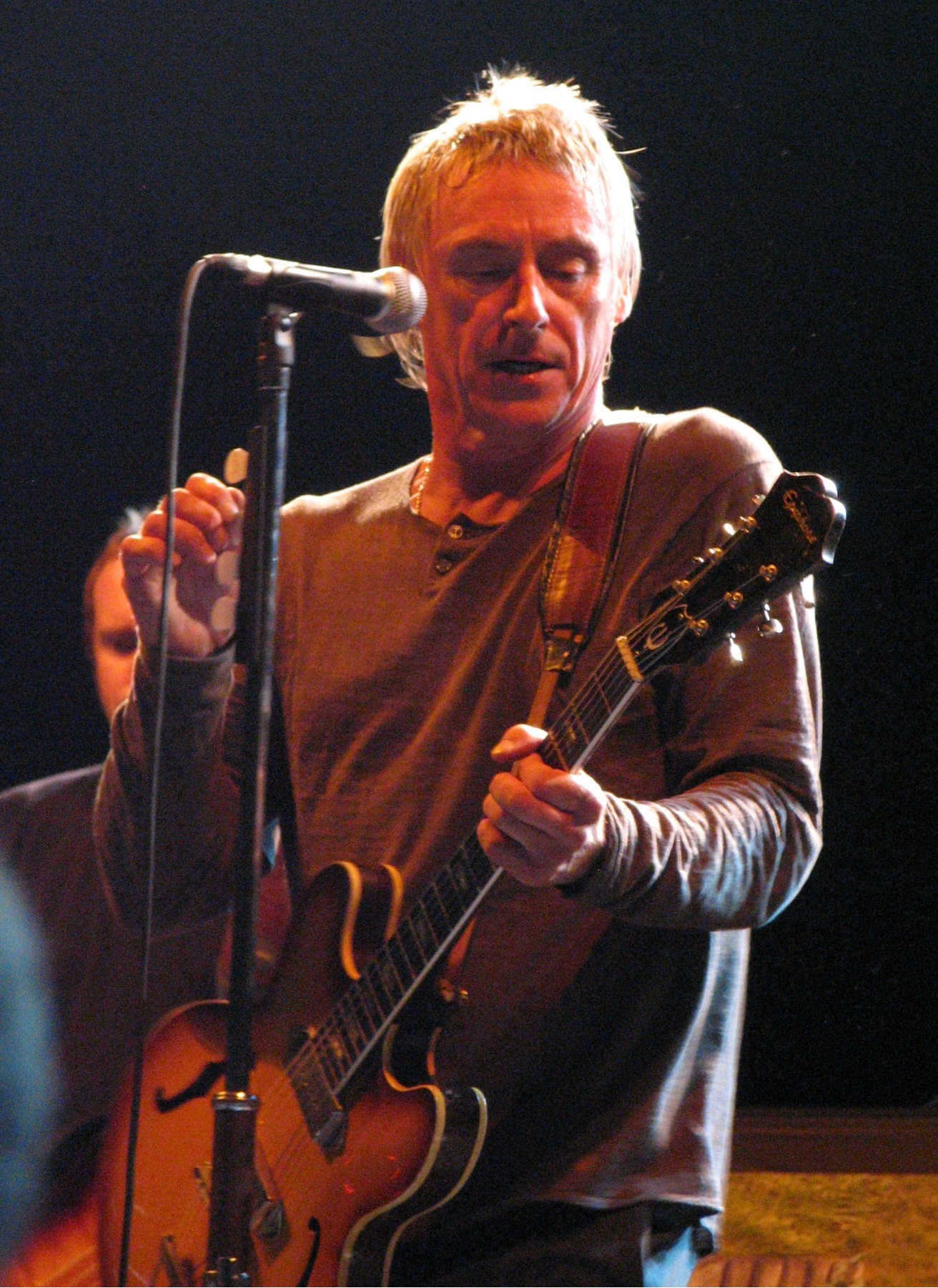
Paul Weller, compositor de la canción, actuando en el Cactus Festival, 11 de julio de 2009.

La canción fue compuesta en un compás de 4
4 con un tempo de 154 pulsaciones por minuto y está escrita en la tonalidad de do mayor. Las voces van desde E4 a G5. Musicalmente, «The Modern World» ha sido descrita como una canción de punk rock. La canción presenta riffs de guitarra de ritmo rápido y voces agresivas que reflejan el compromiso de la banda de hablar en contra de las injusticias y la hipocresía de la sociedad moderna.
La letra de la canción ofrece una crítica de la conformidad y el comercialismo que prevalecían en la cultura británica en ese momento. Sam Kemp, crítico de la revista Far Out, llamó a la canción “antiautoritaria” y “una celebración de la supremacía del instinto sobre el pseudointelectualismo”.

## Recepción de la crítica
El crítico de Spectrum Culture, Justin Cober-Lake, describe «The Modern World» como “uno de los mejores sencillos de la banda”, mientras que Dave Thompson de AllMusic declaró: “El trío ataca sus instrumentos como si fueran los enemigos, golpeando un acompañamiento tan vehemente y enfurecido como las propias letras”. El crítico de Classic Rock History, Felix Behr, la calificó como la octava mejor canción de la banda. El contribuidor de Singersroom, Darren Jamison, colocó «The Modern World» en el quinto lugar de su lista de las 10 mejores canciones de The Jam de todos los tiempos y añadió: “[la canción] sigue siendo un tema icónico e influyente dentro del género punk rock, y su mensaje de resistencia y rebelión ha inspirado a innumerables artistas y activistas a lo largo de los años”.

## Posicionamiento
| Gráfica (1977)                 | Pico de posición |
| ------------------------------ | ---------------- |
| Reino Unido (UK Singles Chart) | 36               |